# Kostel Nanebevzetí Panny Marie (Opočno)
Římskokatolický farní kostel Nanebevzetí Panny Marie v Opočně je sakrální stavba stojící v jihovýchodní části obce, jižně od návsi. Od roku 1964 je kostel chráněn jako kulturní památka.

## Historie
Původně gotický kostel se poprvé připomíná v roce 1358 jako farní. Z této doby pochází pouze sakristie, která tvoří přízemní část pozdější věže. Profil žeber klenby sakristie, charakter klenebních konzol a hrotitá klenební čela odpovídají stylu poloviny 14. století. Její dataci starší literaturou do přelomu 13. a 14. století je třeba odmítnout jako neopodstatněnou. Stavebníky kostela mohli být Hrzek a Jan z Opočna, patroni kostela v uvedeném roce 1358. Naznačuje to i erb s figurou hříče, umístěný na svorníku klenby presbytáře. Tento erb používali rytíři z Opočna.
V 15. století a až do roku 1588 vlastnili Opočno Novohradští z Kolovrat. Oni i další majitelé panství, Vřesovcové, kostel užívali jako rodové pohřebiště, nekropoli.
Nově byl kostel postaven v letech 1710–1714. Vysvěcen byl 3. prosince 1714. Dne 24. března 1802 vypukl v Opočně rozsáhlý požár, který kostel značně poškodil. V dalších dvou letech proběhly jeho opravy, při nichž byla vystavěna současná věž.

## Architektura

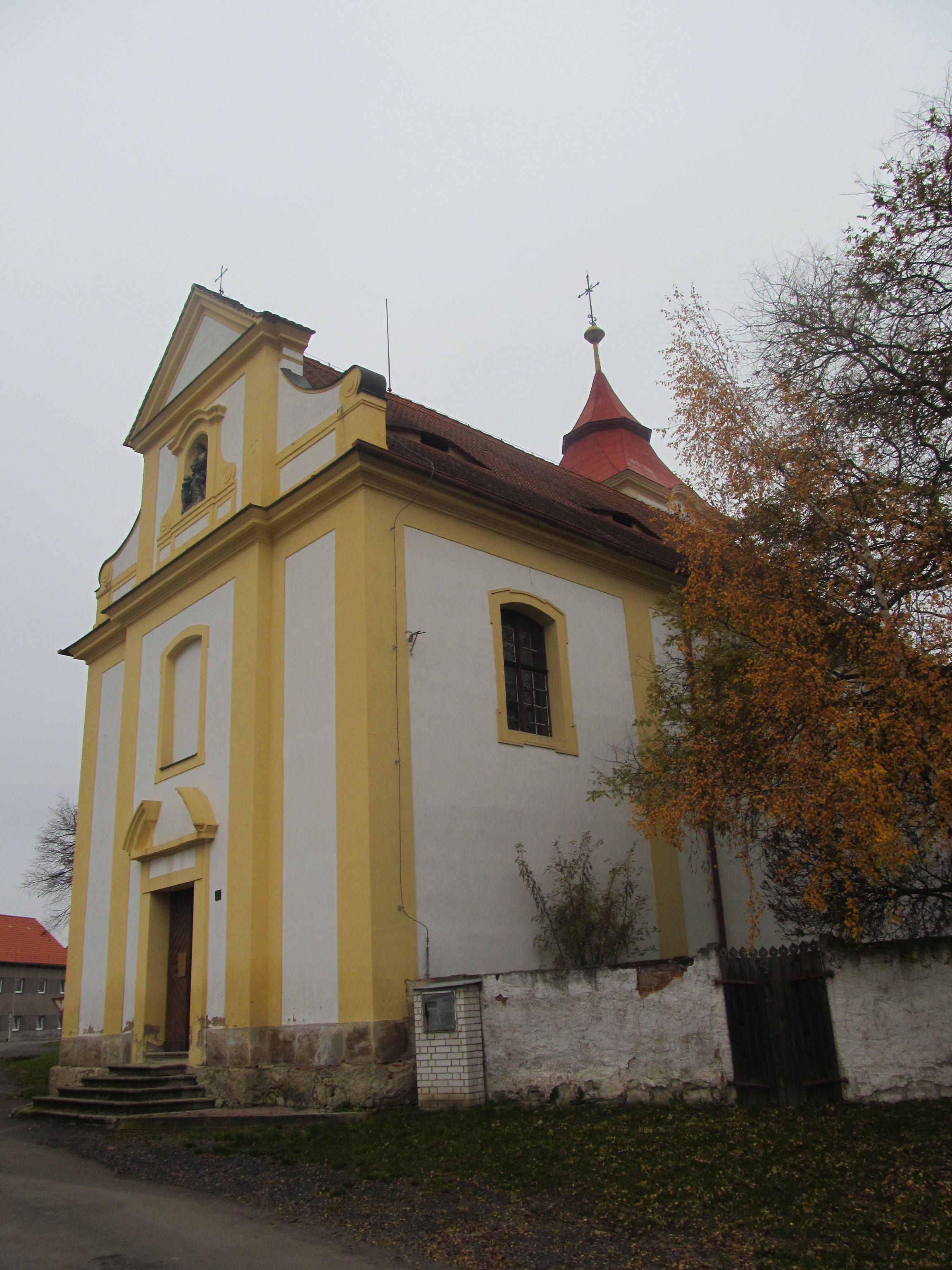
Průčelí kostela v Opočně

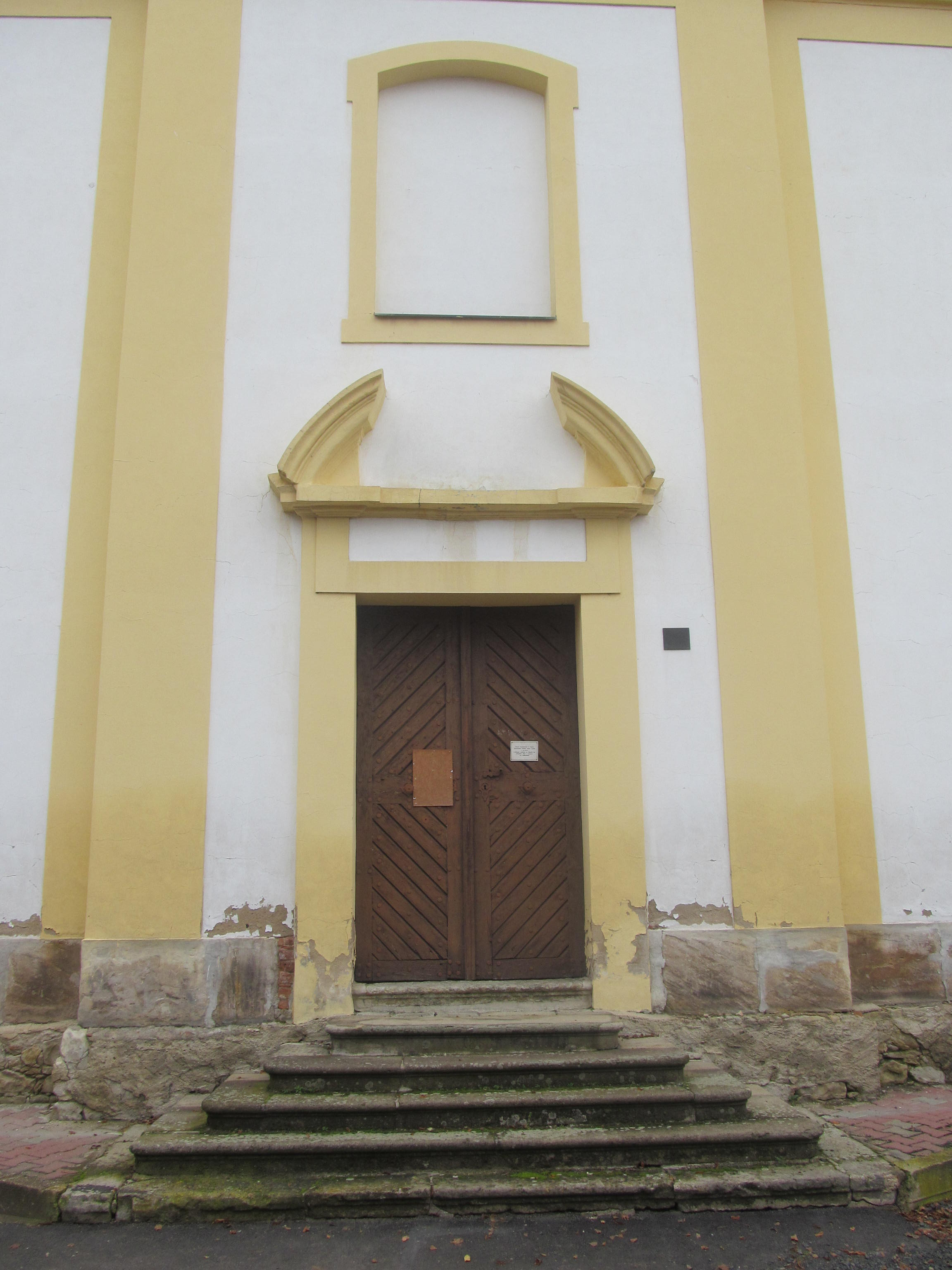
Portál kostela v Opočně

Kostel je barokní, jednolodní obdélná stavba, která má užší obdélný, oble uzavřený presbytář. Po severní straně se nachází hranolová věž, po jižní straně kostela je obdélná barokní sakristie. Západní průčelí má tři osy a je se středním rizalitem a lizénovými rámci. Průčelí je ukončené štítem s postranními volutovými zdmi a trojúhelníkovým nástavcem. Ve štítu se nachází nika se sochou sv. Anny Samotřetí. Portál kostela je obdélný. Boční fasády mají horizontální lizénové pásy a segmentově zakončená okna. Hranolová věž má v přízemí zesílená nároží. V nejvyšším patře má věž velká, polokruhově ukončená okna.
Presbytář je sklenut dvěma poli valené klenby s lunetami a členěn je pilastry. Triumfální oblouk je polokruhový. Loď má v klenbě tři pole placky s pásy, které se sbíhají na přízední pilíře s lizénami. V západní části kostela je zděná kruchta na dvou pilířích. Sakristie má plochý strop. V podvěží se nachází čtvercová prostora, původní sakristie, která je sklenutá gotickou křížovou žebrovou klenbou s figurálními konzolami a okrouhlým svorníkem s tesaným znakem, který pochází z období kolem roku 1350.

## Zařízení
Hlavní oltář je pseudobarokní z roku 1846 se sochami sv. Petra a sv. Pavla, dále s obrazem Nanebevzetí Panny Marie z 19. století a soškou Panny Marie z 18. století. Boční oltáře svatého Josefa a svaté Anny jakož i kazatelna jsou pseudorománské z 19. století. Kamenná křtitelnice je barokní z 18. století. V podvěží je umístěn náhrobník Šebestiána a Jana Ilburka z Vřesovic z let 1567 a 1596.
Varhany z roku 1737 vzaly za své při požáru v roce 1802. V roce 1816 je nahradil nový nástroj z dílny varhanáře Jana Matěje Gutha z Čisté. V roce 1900 přestavěla varhany do nynější podoby firma Rejna a Černý z Prahy. Naposledy byla varhany restaurovány roku 1995.

## Bohoslužby
Mše se konají jednou měsíčně v neděli od 10.30 hodin.

## Okolí kostela

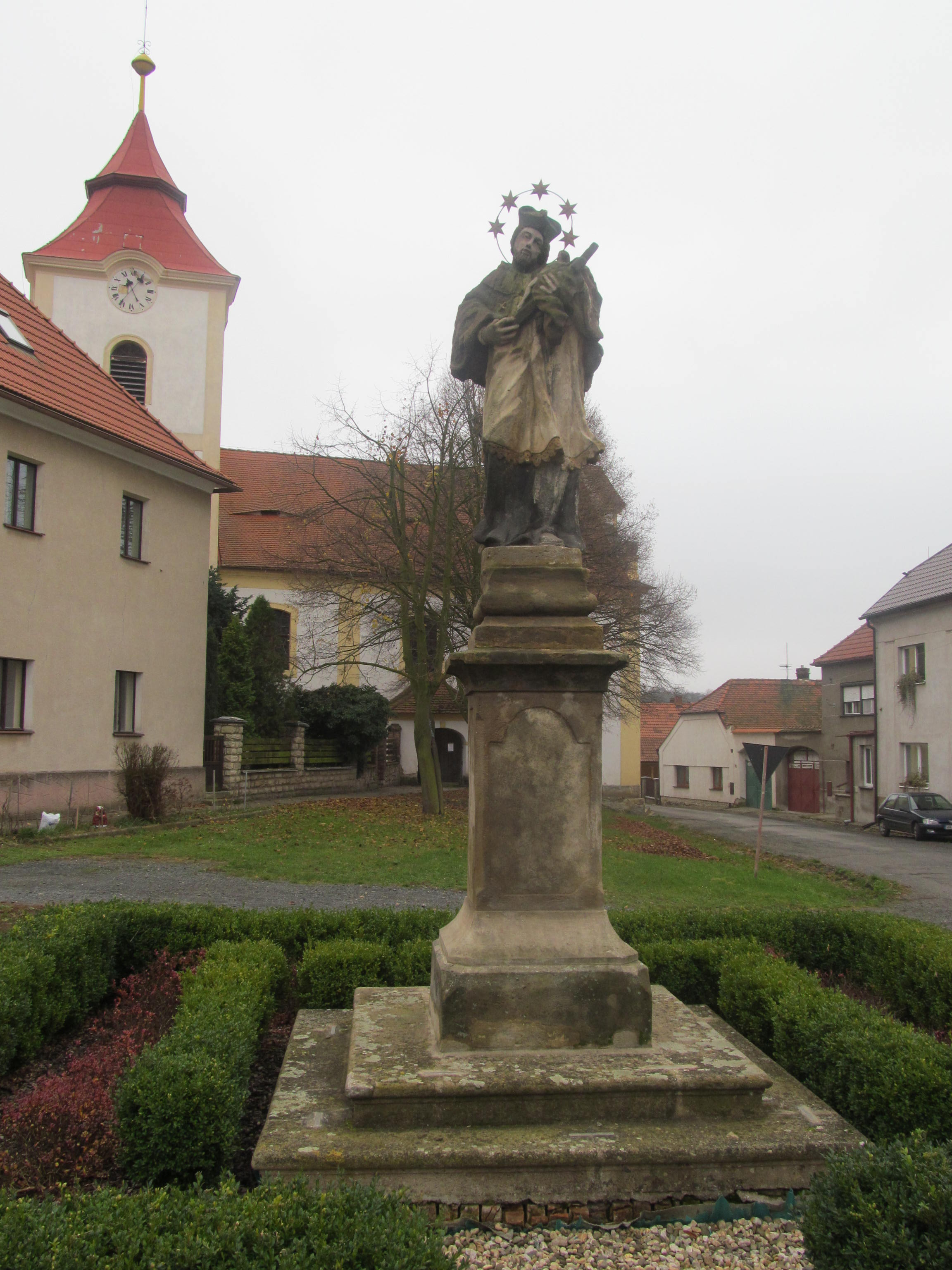
Socha sv. Jana Nepomuckého severně od kostela

Jižně od kostela se nachází velký areál bývalé fary, která je ve 21. století v soukromých rukách. Fara je barokní, jednopatrová a obdélná. Uvnitř v přízemí má valeně sklenuté místnosti. Severně od kostela stojí na vysokém podstavci socha sv. Jana Nepomuckého z 18. století. Obnovena byla roku 1882 a v roce 2008. Socha je také chráněna jako kulturní památka České republiky.